# Kaiser Motors

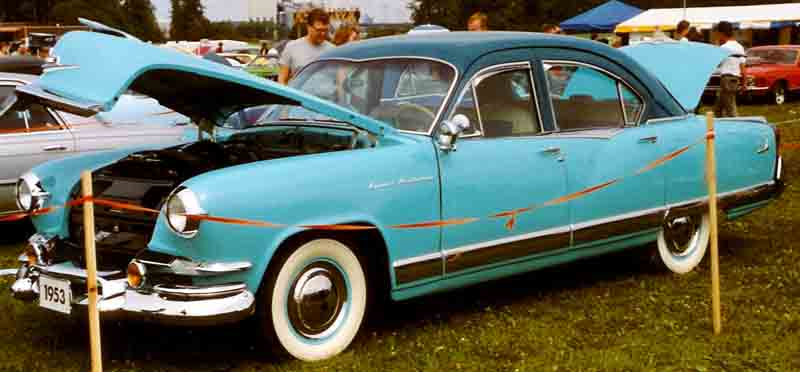
Kaiser Manhattan (1953)

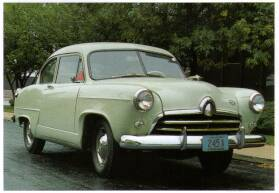
Allstate (1952)

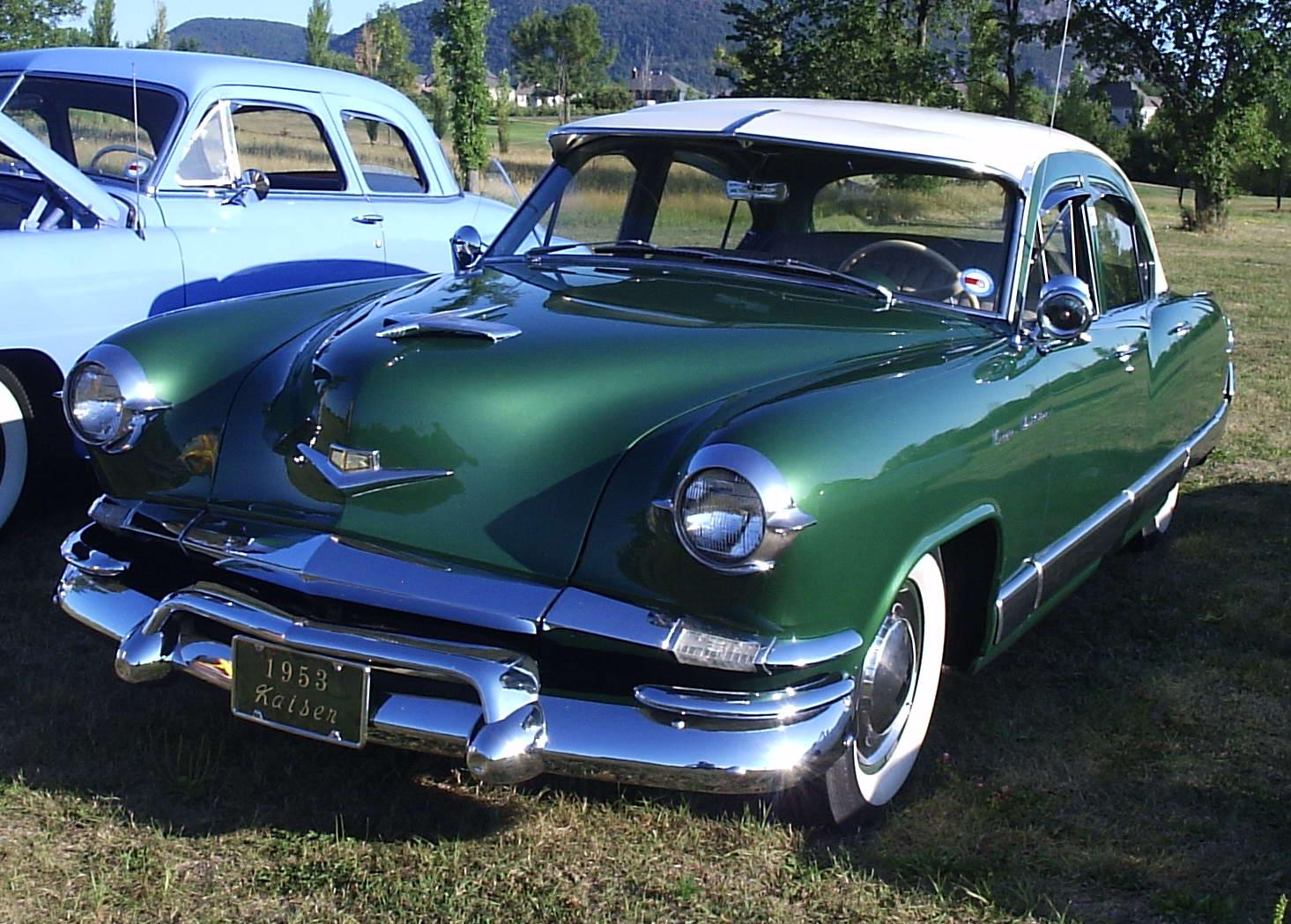
Kaiser Custom 6 (1953)

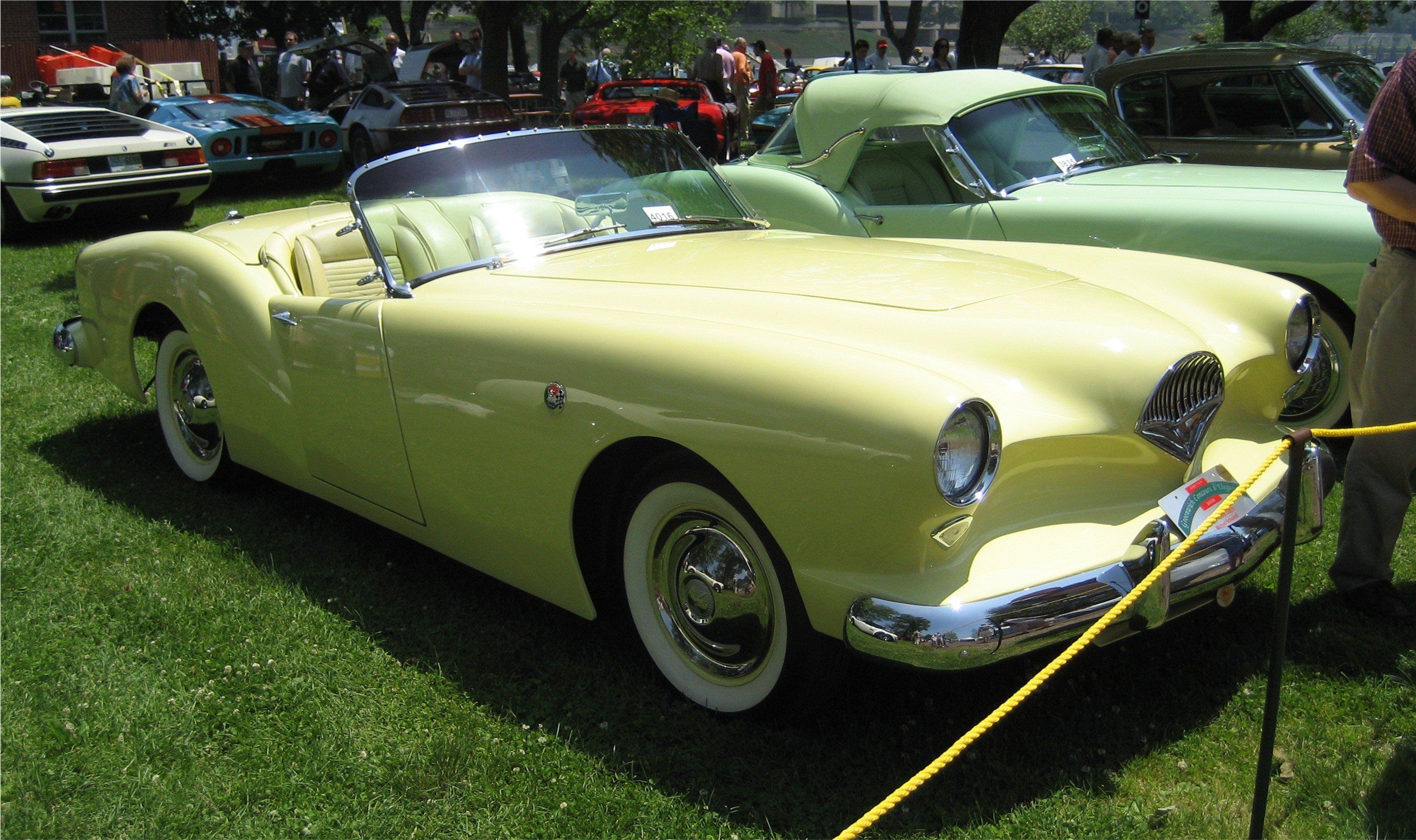
Kaiser Darrin (1954)

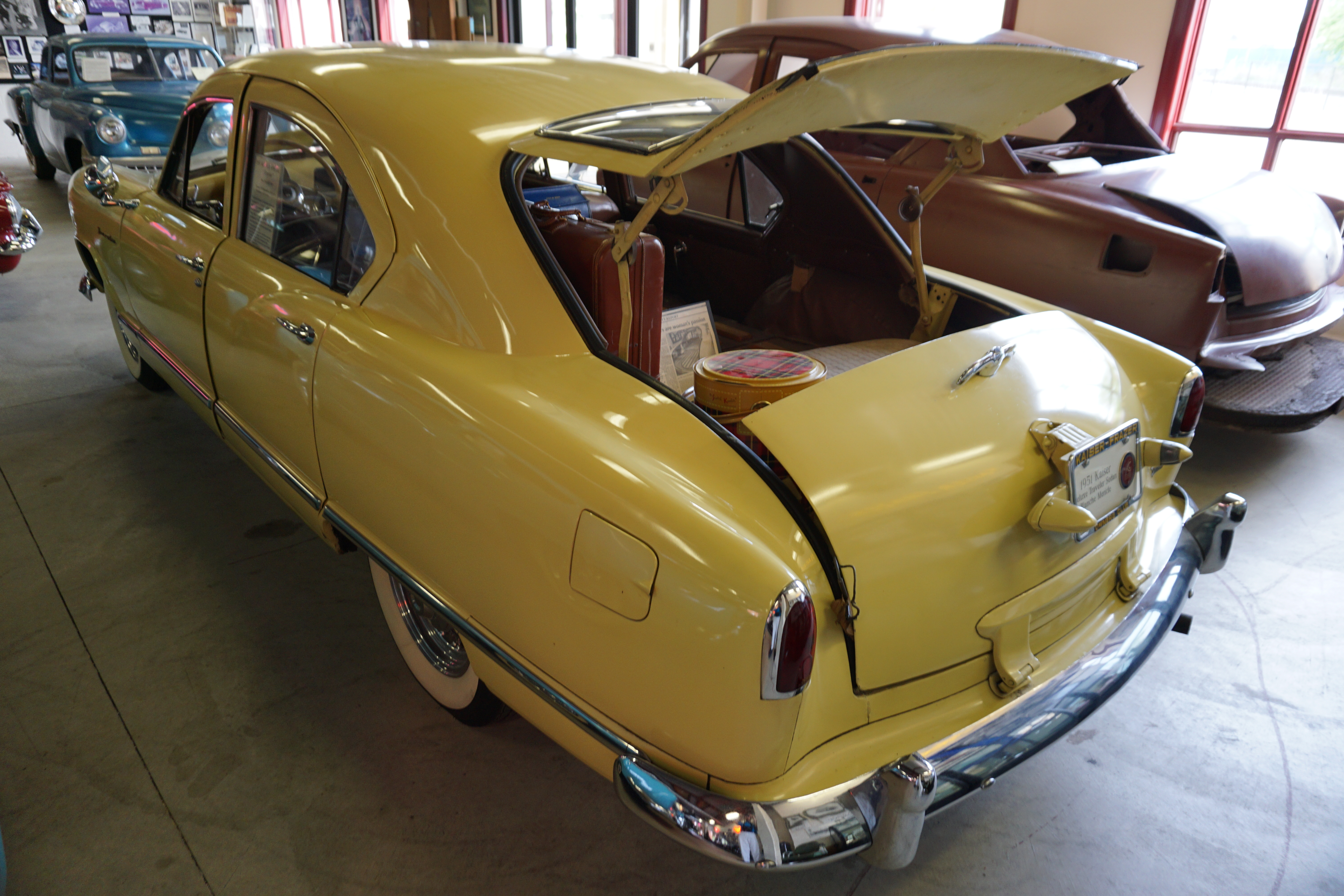
Kaiser Traveler (1951)

Kaiser Motors (voorheen Kaiser-Frazer) was een Amerikaanse autoconstructeur die van 1945 tot 1953 personenauto's produceerde in Willow Run (Michigan). In 1953 fuseerde Kaiser met Willys-Overland tot het nieuwe bedrijf Willys Motors, waarbij de productie verhuisd werd naar de Willys-fabriek in Toledo (Ohio). In 1963 veranderde het bedrijf zijn naam in Kaiser Jeep.

## Historiek
Kaiser-Frazer werd opgericht in 1945 als een joint venture tussen de Henry J. Kaiser Company en de Graham-Paige Motors Corporation. Zowel Henry J. Kaiser, een in Californië gevestigde industrieel als Joseph W. Frazer, CEO van Graham-Paige, wilden in de auto-industrie stappen en bundelden hun middelen en talenten om dit te doen. Minder dan een jaar na de oprichting van Kaiser-Frazer werden de eerste auto's van het merk Kaiser en Frazer geproduceerd in de Willow Run-fabriek in Ypsilanti (Michigan), waar ook het hoofdkantoor van zowel Kaiser-Frazer als Graham-Paige gevestigd was. Tegen het einde van 1946 waren er al meer dan 11.000 auto's geproduceerd en in de zomer van 1948 rolde de 300.000ste auto van de band. De modellen van Frazer waren altijd meer luxueus uitgevoerde versies van hun Kaiser-tegenhangers.
In 1950 begon Kaiser-Frazer met de productie van de Henry J, een middenklasser die van 1951 tot 1954 verkocht werd. In 1952 en 1953 werd een licht aangepaste versie van deze Henry J aangeboden via de Sears-Roebuck warenhuisketen als de Allstate.
In 1954 bracht Kaiser-Frazer de Kaiser Darrin op de markt, een sportwagen met een 2,6-liter zescilindermotor en een carrosserie in glasvezel die ontworpen werd door stylist Howard "Dutch" Darrin die ook de Kaiser-Frazer-auto's uit 1947-1948 en de Kaiser-auto's uit 1951 getekend had. Amper een jaar later en na slechts 435 geproduceerde exemplaren werd de sportwagen weer uit productie genomen.
Hoewel het bedrijf aanvankelijk sterke verkoopcijfers kon voorleggen, beschikte het niet over de middelen om een langdurige concurrentiestrijd met "De Grote Drie" (GM, Ford en Chrysler) te overleven. De problemen begonnen al in 1948 toen Joseph Frazer ontslag nam als CEO van Kaiser-Frazer en pas in 1949 opgevolgd werd door Henry J. Kaiser's oudste zoon Edgar. Zijn ontslag had deels te maken met zijn waarschuwing om voor modeljaar 1949 geen 200.000 auto's te produceren omdat hij zich realiseerde dat ze niet konden concurreren met de nieuwe modellen van de grote drie die dat jaar uitkwamen. Kaiser negeerde de waarschuwing met als gevolg dat er dat jaar slechts 58.000 auto's verkocht werden. Het merk Fraser werd stopgezet na de modellen uit 1951.
Op de jaarlijkse aandeelhoudersvergadering in 1953 werd de naam Kaiser-Frazer veranderd in Kaiser Motors. Kort daarvoor besliste de Kaiser Manufacturing-divisie van Kaiser-Frazer om Willys-Overland, bekend van de Jeep-voertuigen, over te nemen. Na het voltooien van de overname werd Kaiser Manufacturing hernoemd in Willys Motors. Vanaf eind 1953 werd een deel van de activiteiten van Kaiser Motors in Willow Run verplaatst naar de Willys-fabriek in Toledo.
Door de veranderende marktomstandigheden in de jaren vijftig kwam Kaiser-Frazer met zijn luxueuse modellen en hoge arbeidskosten verder in de problemen. Kaiser probeerde nog het tij te keren met uitgebreide designinterieurs en een geïmproviseerde poging om met een lijn van "Traveler" sedans (een voorloper van de huidige hatchback) te concurreren met standaard stationwagens.
De laatste Kaisers werden in 1955 geproduceerd. Tussen mei 1946 en september 1955 werden bijna 760.000 exemplaren van alle merken en modellen gebouwd. Eind 1955 werd vanuit Kaiser Motors een nieuwe holdingmaatschappij Kaiser Industries opgericht die de verschillende industriële activiteiten van Kaiser omvatte, waaronder Willys Motors.
Terwijl de Amerikaanse productie van Kaiser en Willys personenauto's eindigde in 1955, ging de productie van de Willys Jeep in Toledo gewoon door. De rechten voor de personenwagens werden verkocht aan het nieuw opgerichte bedrijf Industrias Kaiser Argentina (IKA) in Argentinië, waar de Kaiser Manhattan nog tot 1961 als Kaiser Carabela geproduceerd werd.
In 1963 veranderde het bedrijf zijn naam in Kaiser Jeep. In 1969 besloot Kaiser Industries om de auto-industrie te verlaten en verkocht het zijn activiteiten aan AMC. In de verkoop zat ook de General Products Division, die Kaiser in 1964 van Studebaker had gekocht. Deze divisie, door AMC hernoemd in AM General, is nog steeds actief en vooral bekend als fabrikant van de Humvee en de Hummer H1.

## Merken en modellen

### Kaiser
| Type                                   | Motor     | Motor       | Motor         | Jaartal   | Aantal  |
| Type                                   | Inhoud    | Cilinders   | Vermogen      | Jaartal   | Aantal  |
| -------------------------------------- | --------- | ----------- | ------------- | --------- | ------- |
| Special                                | 3.706 cm³ | zes-in-lijn | 74 kW/100 pk  | 1946-1950 | 201.325 |
| Custom / DeLuxe                        | 3.706 cm³ | zes-in-lijn | 82 kW/112 pk  | 1946-1950 | 49.966  |
| Special / DeLuxe                       | 3.706 cm³ | zes-in-lijn | 85 kW/115 pk  | 1951      | 145.031 |
| Virginian Special / DeLuxe / Manhattan | 3.706 cm³ | zes-in-lijn | 85 kW/115 pk  | 1952      | 32.131  |
| Manhattan / Dragon / Carolina          | 3.706 cm³ | zes-in-lijn | 87 kW/118 pk  | 1953-1955 | ±33.500 |
| Supercharged Manhattan                 | 3.706 cm³ | zes-in-lijn | 103 kW/140 pk | 1954-1955 | ±4.325  |
| Darrin                                 | 2.639 cm³ | zes-in-lijn | 66 kW/90 pk   | 1954      | 435     |

### Frazer
| Type                            | Motor     | Motor       | Motor        | Jaartal   | Aantal  |
| Type                            | Inhoud    | Cilinders   | Vermogen     | Jaartal   | Aantal  |
| ------------------------------- | --------- | ----------- | ------------ | --------- | ------- |
| Standard / Manhattan            | 3.706 cm³ | zes-in-lijn | 74 kW/100 pk | 1946-1948 | 116.846 |
| Standard / Manhattan            | 3.706 cm³ | zes-in-lijn | 82 kW/112 pk | 1949-1950 | ±24.700 |
| Standard / Manhattan / Vagabond | 3.706 cm³ | zes-in-lijn | 85 kW/115 pk | 1951      | ±10.200 |

### Henry J (Allstate tot 1953)
| Type                               | Motor     | Motor        | Motor       | Jaartal   | Aantal                |
| Type                               | Inhoud    | Cilinders    | Vermogen    | Jaartal   | Aantal                |
| ---------------------------------- | --------- | ------------ | ----------- | --------- | --------------------- |
| Standard / Vagabond / Corsair      | 2.199 cm³ | vier-in-lijn | 50 kW/68 pk | 1951-1954 | 59.233 + 425 Allstate |
| DeLuxe / Vagabond / Corsair DeLuxe | 2.639 cm³ | zes-in-lijn  | 59 kW/80 pk | 1951-1954 | 65.797 + 372 Allstate |

### Tijdlijn
| Kaiser-Frazer-modellen van 1945 tot 1970 | Kaiser-Frazer-modellen van 1945 tot 1970 | Kaiser-Frazer-modellen van 1945 tot 1970                                                   | Kaiser-Frazer-modellen van 1945 tot 1970                                                   | Kaiser-Frazer-modellen van 1945 tot 1970                                                   | Kaiser-Frazer-modellen van 1945 tot 1970                                                   | Kaiser-Frazer-modellen van 1945 tot 1970                                                   | Kaiser-Frazer-modellen van 1945 tot 1970                                                   | Kaiser-Frazer-modellen van 1945 tot 1970                                                   | Kaiser-Frazer-modellen van 1945 tot 1970                                                   | Kaiser-Frazer-modellen van 1945 tot 1970                                                   | Kaiser-Frazer-modellen van 1945 tot 1970                                                   | Kaiser-Frazer-modellen van 1945 tot 1970                                                   | Kaiser-Frazer-modellen van 1945 tot 1970                                                   | Kaiser-Frazer-modellen van 1945 tot 1970                                                   | Kaiser-Frazer-modellen van 1945 tot 1970                                                   | Kaiser-Frazer-modellen van 1945 tot 1970                                                   | Kaiser-Frazer-modellen van 1945 tot 1970                                                   | Kaiser-Frazer-modellen van 1945 tot 1970                                                   | Kaiser-Frazer-modellen van 1945 tot 1970                                                   | Kaiser-Frazer-modellen van 1945 tot 1970                                                   | Kaiser-Frazer-modellen van 1945 tot 1970                                                   | Kaiser-Frazer-modellen van 1945 tot 1970                                                   | Kaiser-Frazer-modellen van 1945 tot 1970                                                   | Kaiser-Frazer-modellen van 1945 tot 1970                                                   | Kaiser-Frazer-modellen van 1945 tot 1970                                                   |
| ---------------------------------------- | ---------------------------------------- | ------------------------------------------------------------------------------------------ | ------------------------------------------------------------------------------------------ | ------------------------------------------------------------------------------------------ | ------------------------------------------------------------------------------------------ | ------------------------------------------------------------------------------------------ | ------------------------------------------------------------------------------------------ | ------------------------------------------------------------------------------------------ | ------------------------------------------------------------------------------------------ | ------------------------------------------------------------------------------------------ | ------------------------------------------------------------------------------------------ | ------------------------------------------------------------------------------------------ | ------------------------------------------------------------------------------------------ | ------------------------------------------------------------------------------------------ | ------------------------------------------------------------------------------------------ | ------------------------------------------------------------------------------------------ | ------------------------------------------------------------------------------------------ | ------------------------------------------------------------------------------------------ | ------------------------------------------------------------------------------------------ | ------------------------------------------------------------------------------------------ | ------------------------------------------------------------------------------------------ | ------------------------------------------------------------------------------------------ | ------------------------------------------------------------------------------------------ | ------------------------------------------------------------------------------------------ | ------------------------------------------------------------------------------------------ |
| Type                                     | 1940                                     | 1940                                                                                       | 1940                                                                                       | 1940                                                                                       | 1940                                                                                       | 1950                                                                                       | 1950                                                                                       | 1950                                                                                       | 1950                                                                                       | 1950                                                                                       | 1950                                                                                       | 1950                                                                                       | 1950                                                                                       | 1950                                                                                       | 1950                                                                                       | 1960                                                                                       | 1960                                                                                       | 1960                                                                                       | 1960                                                                                       | 1960                                                                                       | 1960                                                                                       | 1960                                                                                       | 1960                                                                                       | 1960                                                                                       | 1960                                                                                       |
| Type                                     | 5                                        | 6                                                                                          | 7                                                                                          | 8                                                                                          | 9                                                                                          | 0                                                                                          | 1                                                                                          | 2                                                                                          | 3                                                                                          | 4                                                                                          | 5                                                                                          | 6                                                                                          | 7                                                                                          | 8                                                                                          | 9                                                                                          | 0                                                                                          | 1                                                                                          | 2                                                                                          | 3                                                                                          | 4                                                                                          | 5                                                                                          | 6                                                                                          | 7                                                                                          | 8                                                                                          | 9                                                                                          |
| Middenklasse                             |                                          |                                                                                            |                                                                                            |                                                                                            |                                                                                            |                                                                                            | Henry J                                                                                    | Henry J                                                                                    | Henry J                                                                                    | Henry J                                                                                    |                                                                                            |                                                                                            |                                                                                            |                                                                                            |                                                                                            |                                                                                            |                                                                                            |                                                                                            |                                                                                            |                                                                                            |                                                                                            |                                                                                            |                                                                                            |                                                                                            |                                                                                            |
| Middenklasse                             |                                          |                                                                                            |                                                                                            |                                                                                            |                                                                                            |                                                                                            | Allstate                                                                                   |                                                                                            |                                                                                            |                                                                                            |                                                                                            |                                                                                            |                                                                                            |                                                                                            |                                                                                            |                                                                                            |                                                                                            |                                                                                            |                                                                                            |                                                                                            |                                                                                            |                                                                                            |                                                                                            |                                                                                            |                                                                                            |
| Middenklasse                             |                                          |                                                                                            |                                                                                            |                                                                                            |                                                                                            |                                                                                            |                                                                                            | Willys Aero                                                                                |                                                                                            |                                                                                            |                                                                                            |                                                                                            |                                                                                            |                                                                                            |                                                                                            |                                                                                            |                                                                                            |                                                                                            |                                                                                            |                                                                                            |                                                                                            |                                                                                            |                                                                                            |                                                                                            |                                                                                            |
| Hogere middenklasse                      |                                          | Kaiser Special / DeLuxe / Manhattan                                                        | Kaiser Special / DeLuxe / Manhattan                                                        | Kaiser Special / DeLuxe / Manhattan                                                        | Kaiser Special / DeLuxe / Manhattan                                                        | Kaiser Special / DeLuxe / Manhattan                                                        | Kaiser Special / DeLuxe / Manhattan                                                        | Kaiser Special / DeLuxe / Manhattan                                                        | Kaiser Special / DeLuxe / Manhattan                                                        | Kaiser Special / DeLuxe / Manhattan                                                        | Kaiser Special / DeLuxe / Manhattan                                                        |                                                                                            |                                                                                            |                                                                                            |                                                                                            |                                                                                            |                                                                                            |                                                                                            |                                                                                            |                                                                                            |                                                                                            |                                                                                            |                                                                                            |                                                                                            |                                                                                            |
| Hogere middenklasse                      | Frazer Standard / Manhattan              |                                                                                            |                                                                                            |                                                                                            |                                                                                            |                                                                                            |                                                                                            |                                                                                            |                                                                                            |                                                                                            |                                                                                            |                                                                                            |                                                                                            |                                                                                            |                                                                                            |                                                                                            |                                                                                            |                                                                                            |                                                                                            |                                                                                            |                                                                                            |                                                                                            |                                                                                            |                                                                                            |                                                                                            |
| Sportwagen                               |                                          |                                                                                            |                                                                                            |                                                                                            |                                                                                            |                                                                                            |                                                                                            |                                                                                            |                                                                                            | Kaiser Darrin                                                                              |                                                                                            |                                                                                            |                                                                                            |                                                                                            |                                                                                            |                                                                                            |                                                                                            |                                                                                            |                                                                                            |                                                                                            |                                                                                            |                                                                                            |                                                                                            |                                                                                            |                                                                                            |
| Terreinwagen                             |                                          |                                                                                            |                                                                                            |                                                                                            |                                                                                            |                                                                                            |                                                                                            |                                                                                            | Zie Jeep                                                                                   | Zie Jeep                                                                                   | Zie Jeep                                                                                   | Zie Jeep                                                                                   | Zie Jeep                                                                                   | Zie Jeep                                                                                   | Zie Jeep                                                                                   | Zie Jeep                                                                                   | Zie Jeep                                                                                   | Zie Jeep                                                                                   | Zie Jeep                                                                                   | Zie Jeep                                                                                   | Zie Jeep                                                                                   | Zie Jeep                                                                                   | Zie Jeep                                                                                   | Zie Jeep                                                                                   | Zie Jeep                                                                                   |
| Eigenaar                                 | Kaiser-Frazer                            | Kaiser-Frazer                                                                              | Kaiser-Frazer                                                                              | Kaiser-Frazer                                                                              | Kaiser-Frazer                                                                              | Kaiser-Frazer                                                                              | Kaiser-Frazer                                                                              | Kaiser-Frazer                                                                              | Willys Motors                                                                              | Willys Motors                                                                              | Willys Motors                                                                              | Willys Motors                                                                              | Willys Motors                                                                              | Willys Motors                                                                              | Willys Motors                                                                              | Willys Motors                                                                              | Willys Motors                                                                              | Willys Motors                                                                              | Kaiser Jeep                                                                                | Kaiser Jeep                                                                                | Kaiser Jeep                                                                                | Kaiser Jeep                                                                                | Kaiser Jeep                                                                                | Kaiser Jeep                                                                                | Kaiser Jeep                                                                                |
| Legende                                  |                                          | Ontwikkeld door Willys-Overland Ontwikkeld door Kaiser-Frazer, verkocht door Sears-Roebuck | Ontwikkeld door Willys-Overland Ontwikkeld door Kaiser-Frazer, verkocht door Sears-Roebuck | Ontwikkeld door Willys-Overland Ontwikkeld door Kaiser-Frazer, verkocht door Sears-Roebuck | Ontwikkeld door Willys-Overland Ontwikkeld door Kaiser-Frazer, verkocht door Sears-Roebuck | Ontwikkeld door Willys-Overland Ontwikkeld door Kaiser-Frazer, verkocht door Sears-Roebuck | Ontwikkeld door Willys-Overland Ontwikkeld door Kaiser-Frazer, verkocht door Sears-Roebuck | Ontwikkeld door Willys-Overland Ontwikkeld door Kaiser-Frazer, verkocht door Sears-Roebuck | Ontwikkeld door Willys-Overland Ontwikkeld door Kaiser-Frazer, verkocht door Sears-Roebuck | Ontwikkeld door Willys-Overland Ontwikkeld door Kaiser-Frazer, verkocht door Sears-Roebuck | Ontwikkeld door Willys-Overland Ontwikkeld door Kaiser-Frazer, verkocht door Sears-Roebuck | Ontwikkeld door Willys-Overland Ontwikkeld door Kaiser-Frazer, verkocht door Sears-Roebuck | Ontwikkeld door Willys-Overland Ontwikkeld door Kaiser-Frazer, verkocht door Sears-Roebuck | Ontwikkeld door Willys-Overland Ontwikkeld door Kaiser-Frazer, verkocht door Sears-Roebuck | Ontwikkeld door Willys-Overland Ontwikkeld door Kaiser-Frazer, verkocht door Sears-Roebuck | Ontwikkeld door Willys-Overland Ontwikkeld door Kaiser-Frazer, verkocht door Sears-Roebuck | Ontwikkeld door Willys-Overland Ontwikkeld door Kaiser-Frazer, verkocht door Sears-Roebuck | Ontwikkeld door Willys-Overland Ontwikkeld door Kaiser-Frazer, verkocht door Sears-Roebuck | Ontwikkeld door Willys-Overland Ontwikkeld door Kaiser-Frazer, verkocht door Sears-Roebuck | Ontwikkeld door Willys-Overland Ontwikkeld door Kaiser-Frazer, verkocht door Sears-Roebuck | Ontwikkeld door Willys-Overland Ontwikkeld door Kaiser-Frazer, verkocht door Sears-Roebuck | Ontwikkeld door Willys-Overland Ontwikkeld door Kaiser-Frazer, verkocht door Sears-Roebuck | Ontwikkeld door Willys-Overland Ontwikkeld door Kaiser-Frazer, verkocht door Sears-Roebuck | Ontwikkeld door Willys-Overland Ontwikkeld door Kaiser-Frazer, verkocht door Sears-Roebuck | Ontwikkeld door Willys-Overland Ontwikkeld door Kaiser-Frazer, verkocht door Sears-Roebuck |

## Internationale activiteiten

### Nederland
In 1947 werd het Nederlandse bedrijf Nederlandse Kaiser-Frazer Fabrieken (Nekaf) opgericht met een nieuwe fabriek gebouwd in Rotterdam. Vanaf 1949 assembleerde Nekaf 6.000 uit de VS geïmporteerde Kaiser knock-down kits, met behulp van lokale onderdelen (batterijen, banden, interieur, tapijten, glas) en ontstekings- en elektrische onderdelen uit Frankrijk en Groot-Brittannië. Tot 1954 werden Kaiser-auto's door Nekaf geassembleerd en geëxporteerd naar Europa, Zuid-Amerika en het Midden-Oosten.

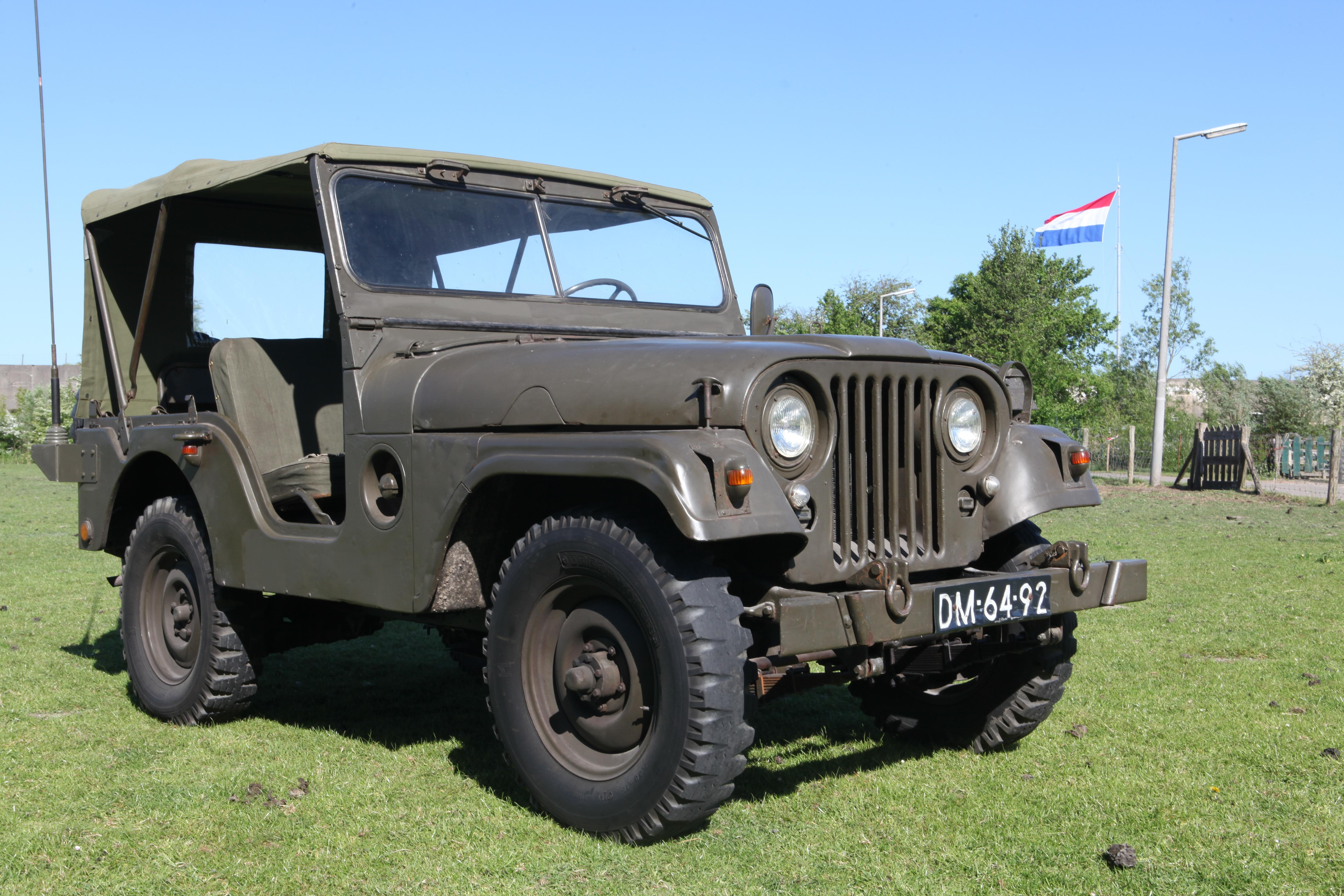
Nekaf Jeep

Jeeps uit de VS werden aanvankelijk in Nederland geïmporteerd door Ateliers de la Dyle op grond van een overeenkomst met Willys-Overland. Nadat Willys-Overland door Kaiser was opgekocht werd de overeenkomst overgedragen aan Nekaf en ging in 1954 de assemblage van de Jeep CJ-3B van start, gevolgd door de FC-150, FC-170, de pick-up truck, stationwagen, CJ-5 en DJ-3A.
In 1955 tekende Nekaf een contract met de Koninklijke Landmacht voor de levering van 4.000 M38A1 Jeeps. Ook dat waren knock-down kits uit de VS, net zoals de Kaisers uit 1949. Nekaf leverde tot 1959 nog 1.624 bijkomende exemplaren aan het leger totdat de productie werd overgenomen door Kemper & Van Twist.
De Nekaf Jeep verschilde van de Amerikaanse versie door de toevoeging van zijreflectoren, richtingaanwijzers en stadslichten op de voorspatborden. In een poging om de kosten te drukken eiste het Ministerie van Defensie de verwijdering van de cabineverwarming. Deze wijziging bracht een aanzienlijk herontwerp van de motorkoeling met zich mee, wat uiteindelijk leidde tot een hogere kostprijs van de voertuigen. De jeeps bleven in dienst van 1956 tot ver in de jaren negentig.
Nekaf werd in 1958 overgenomen door Chrysler, in 1971 werd de fabriek gesloten.

### Israël

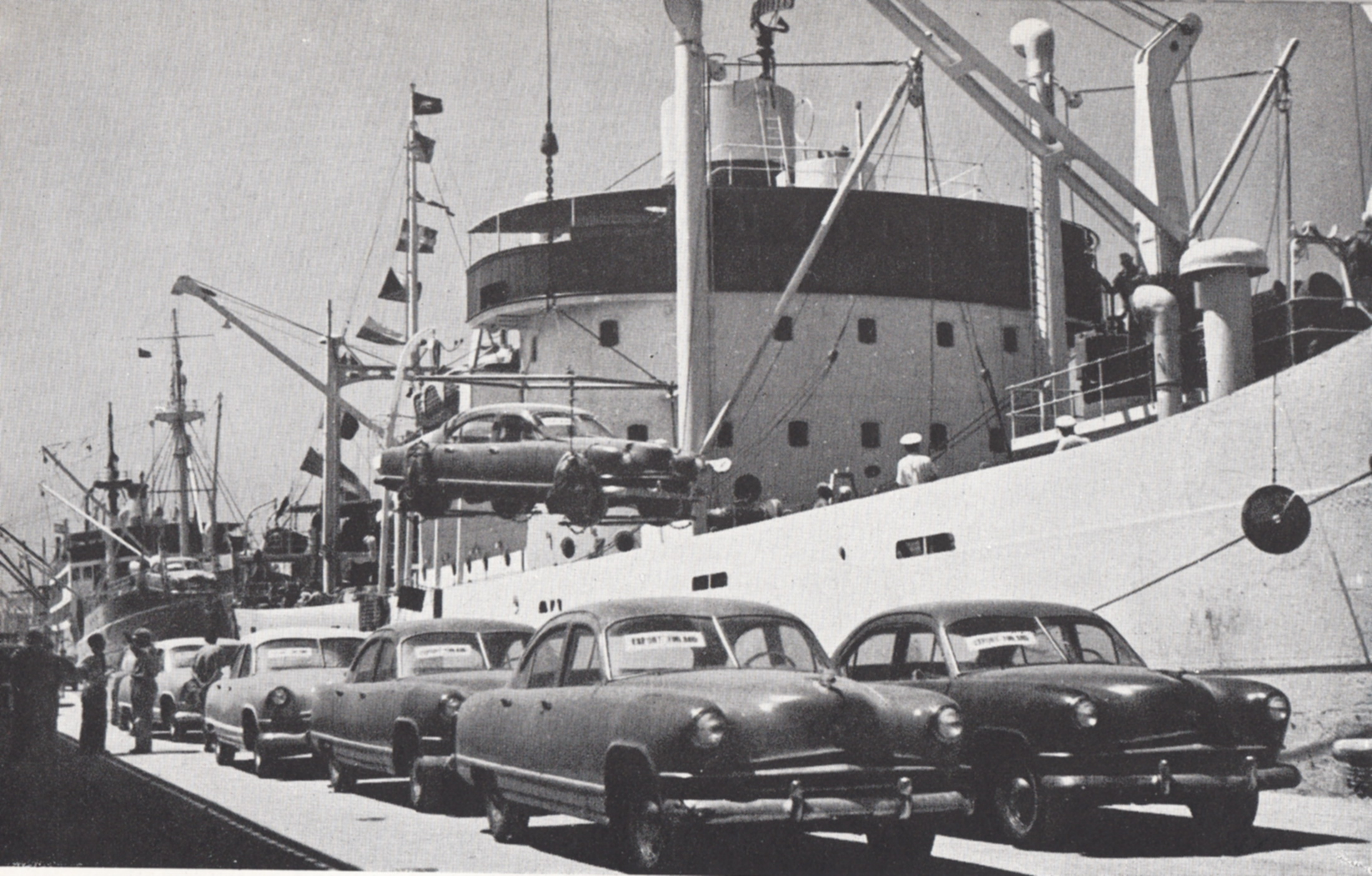
Israëlische export van Kaiser auto's

Met de oprichting van de staat Israël in 1948 kondige Ford plannen aan om een assemblagefabriek in Israël te bouwen. Dat plan werd echter gedwarsboomd door een aantal Arabische landen die met een boycot dreigden. Daarop werd Kaiser-Fraser bereid gevonden om te investeren in een autofabriek in Israël. De productie in de fabriek in Haifa begon in 1951 en in 1956 was Kaiser-Frazer verantwoordelijk voor 28% van de Israëlische export.
De fabriek bouwde naast Kaiser-Frazer-modellen ook Mack-vrachwagens onder licentie. Medio jaren vijftig stopte Kaiser met de productie van personenauto's, waardoor enkel de Willys Jeeps en pick-up trucks overbleven. Daarom sloot Israël een overeenkomst met Studebaker om de Studebaker Lark te produceren in de fabriek in Haifa.
In 1969 werd de fabriek verkocht aan de Israëlische autofabrikant Autocars.

### Argentinië

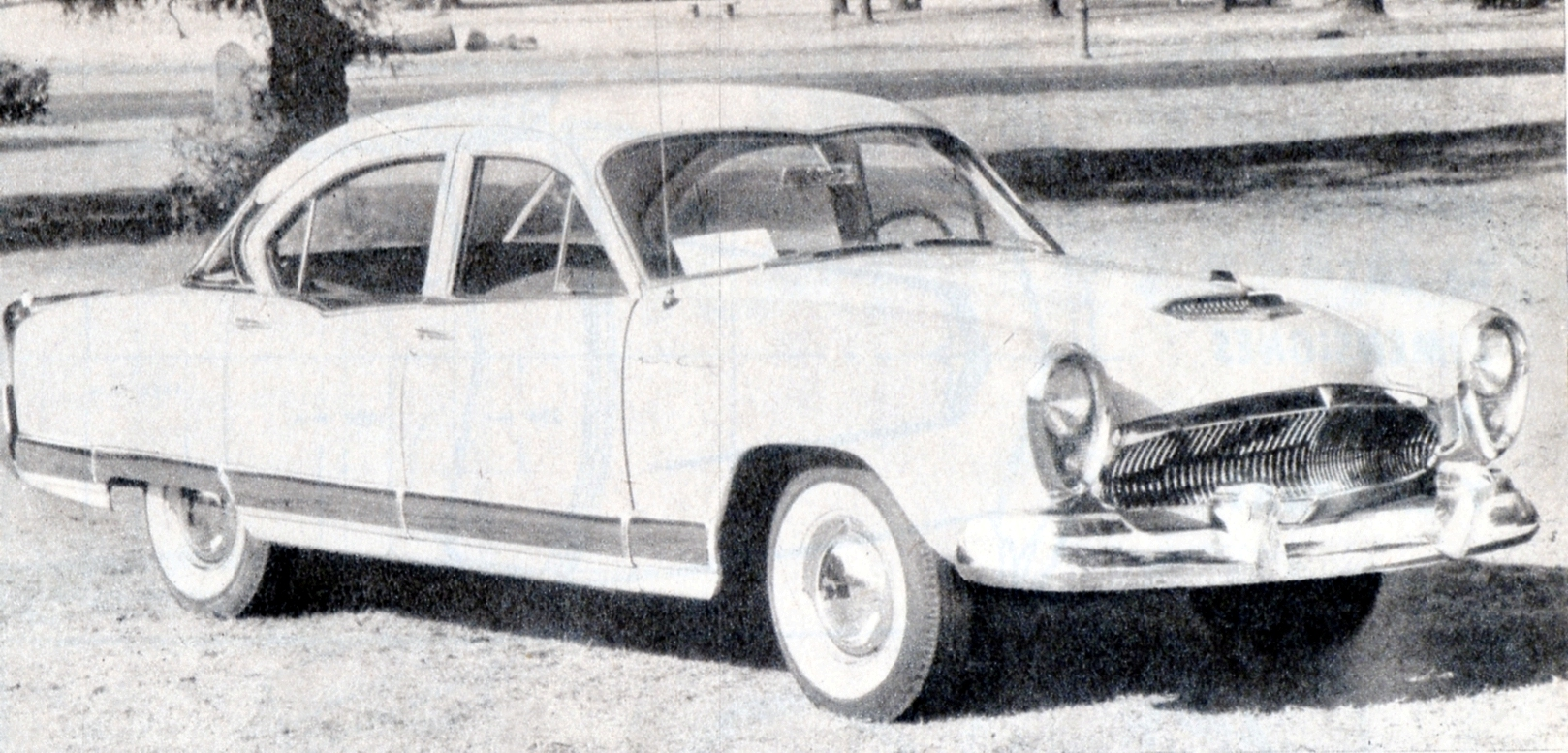
Kaiser Carabela

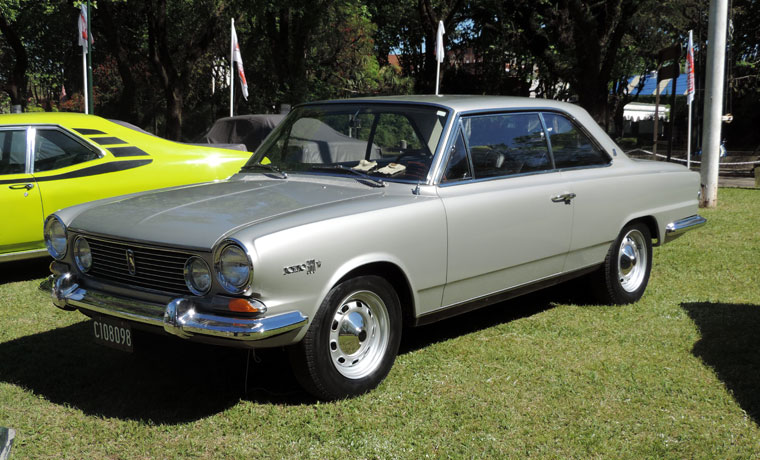
IKA-Renault Torino

In 1951 was Kaiser de enige Amerikaanse autofabrikant die inging op een verzoek van de Argentijnse overheid om auto's te gaan bouwen in Argentinië. Andere Amerikaanse autofabrikanten vonden de Argentijnse afzetmarkt te klein om de investeringen te verantwoorden. In 1955 tekenden de Argentijnse overheid en Kaiser een akkoord om auto's en pick-up trucks te produceren in Argentinië. Kaiser richtte daartoe het nieuwe bedrijf Industrias Kaiser Argentina (IKA) op in Santa Isabel (Córdoba).
In deze nieuwe fabriek ging de productie van de Kaiser Carabela van start. Dit was een aangepaste Kaiser Manhattan, waarbij het interieur in vinyl vervangen werd door een robuuster lederen interieur, de snelheidsmeter opnieuw geijkt werd in kilometers en de vering aangepast werd aan de slechtere Argentijnse wegen. Een automatische transmissie werd niet aangeboden uit vrees dat het onderhoud in afgelegen gebieden te moeilijk zou zijn.
Naast personenauto's bouwde Kaiser ook Jeeps in de fabriek in Córdoba. De gecombineerde Carabela-Jeep-productie bedroeg 81% van alle geproduceerde voertuigen in Argentinië in 1958.
In de periode 1960-1962 werden naast de Carabela ook de Bergantin (een afgeleide van de Alfa Romeo 1900 sedan) en de IKE Dauphine aangeboden. In 1962 werd de Carabela opgevolgd door een aantal Rambler-varianten onder licentie van AMC. De laatste in die rij was de Torino die tot begin jaren tachtig werd aangeboden.
In 1970 verkocht Kaiser IKA aan Renault.